# 콰이어트 플레이스: 첫째 날
《콰이어트 플레이스: 첫째 날》(영어: A Quiet Place: Day One)은 2024년 개봉한 미국의 공포 영화이다. 영화 《콰이어트 플레이스》 시리즈의 세 번째 영화이자, 스핀오프 프리퀄 작품이다.

## 줄거리
죽음을 앞둔 암 환자 샘은 간호사 루벤의 권유로 뉴욕에서 열리는 인형극에 가게 된다. 하지만 도시에 도착하자마자 하늘에서 운석 같은 것들이 떨어지고, 곧이어 청각에 극도로 예민한 외계 생명체들이 나타나 사람들을 공격하기 시작한다. 혼란 속에서 샘은 정신을 잃고 인형극 극장에서 깨어나고, 그곳에서 만난 앙리라는 생존자와 함께 소리 없이 숨어 지낸다. 군은 헬리콥터로 사람들에게 조용히 숨어있으라고 경고하고, 외계 생물체가 섬을 떠나지 못하도록 맨해튼으로 이어지는 다리를 폭격한다.
시간이 지나 발전기가 가동되면서 소리가 나자 루벤이 이를 끄려다 생물체에게 죽임을 당한다. 큰 충격을 받은 샘은 고양이 프로도와 함께 할렘으로 향한다. 군은 배를 통해 민간인을 대피시킬 것이라고 발표하지만, 몰려드는 인파 소리에 외계 생물체들이 몰려들면서 대피는 아수라장이 된다. 샘은 프로도와 헤어지게 된다. 한편, 침수된 지하철에서 탈출한 영국인 법대생 에릭은 프로도를 발견하고 샘과 만나게 된다. 샘은 에릭에게 대피소로 가자고 설득하지만, 충격에 빠진 에릭은 샘을 따라 그녀의 아파트로 간다.
샘은 과거 시인이었다는 사실을 알게 된 에릭은 다음날 샘과 함께 할렘으로 다시 떠난다. 이동 중 소리를 내 외계 생물체를 불러들인 둘은 물에 잠긴 지하철로 도망치고, 물 속에서 휴면 상태였던 생물체에게 쫓기지만 간신히 탈출한다. 폐허가 된 교회에서 잠시 휴식을 취하던 중 에릭은 샘의 진통제를 구하기 위해 약국에 갔다가 프로도를 구출하고, 외계 생물체가 알에서 깨어나 다른 생물체들을 거느리는 것을 목격한다. 샘은 에릭에게 어릴 적 아버지와 함께 할렘의 재즈 클럽에서 시간을 보냈던 추억을 이야기하며 죽기 전에 그곳에 가보고 싶어 한다. 에릭은 샘의 소원을 들어주기 위해 클럽과 피자집을 방문하고 마술을 보여주며 샘을 위로한다.
강가에서 탈출하는 배를 발견한 샘과 에릭은 함께 떠나려 하지만, 해변에 외계 생물체들이 몰려든다. 샘은 에릭에게 자신의 옷과 프로도를 맡기고, 생물체들의 주의를 끌기 위해 일부러 소리를 내고 차량 경보를 울린다. 그 사이 에릭은 앙리가 있는 배에 프로도와 함께 올라탄다. 에릭은 샘의 옷에서 "프로도를 잘 부탁하고, 살아있음을 느끼게 해줘서 고맙다"는 쪽지를 발견한다. 한편, 샘은 음악을 크게 틀어 생물체를 유인하고 죽음을 받아들이는 듯한 미소를 짓고, 생물체가 그녀의 뒤에 나타나면서 영화는 끝난다.

## 출연진

### 주연
- 루피타 뇽오 - 사미라 역
- 조셉 퀸 - 에릭[1] 역
- 자이먼 혼수 - 앙리 역
- 알렉스 울프 - 루벤 역

### 조연
- 일레인 우무히레
- 테아 버틀러
- 닉 데이비전 - 보트 생존자 역
- 니코, 슈니첼 - 프로도[2] 역

## 기타
- 파라마운트 픽쳐스는 당초 2024년 3월 8일 개봉을 목표로 2022년부터 제작해왔으나 같은 해 6월 말 개봉으로 바뀌었다.